# Aquila (insygnium)

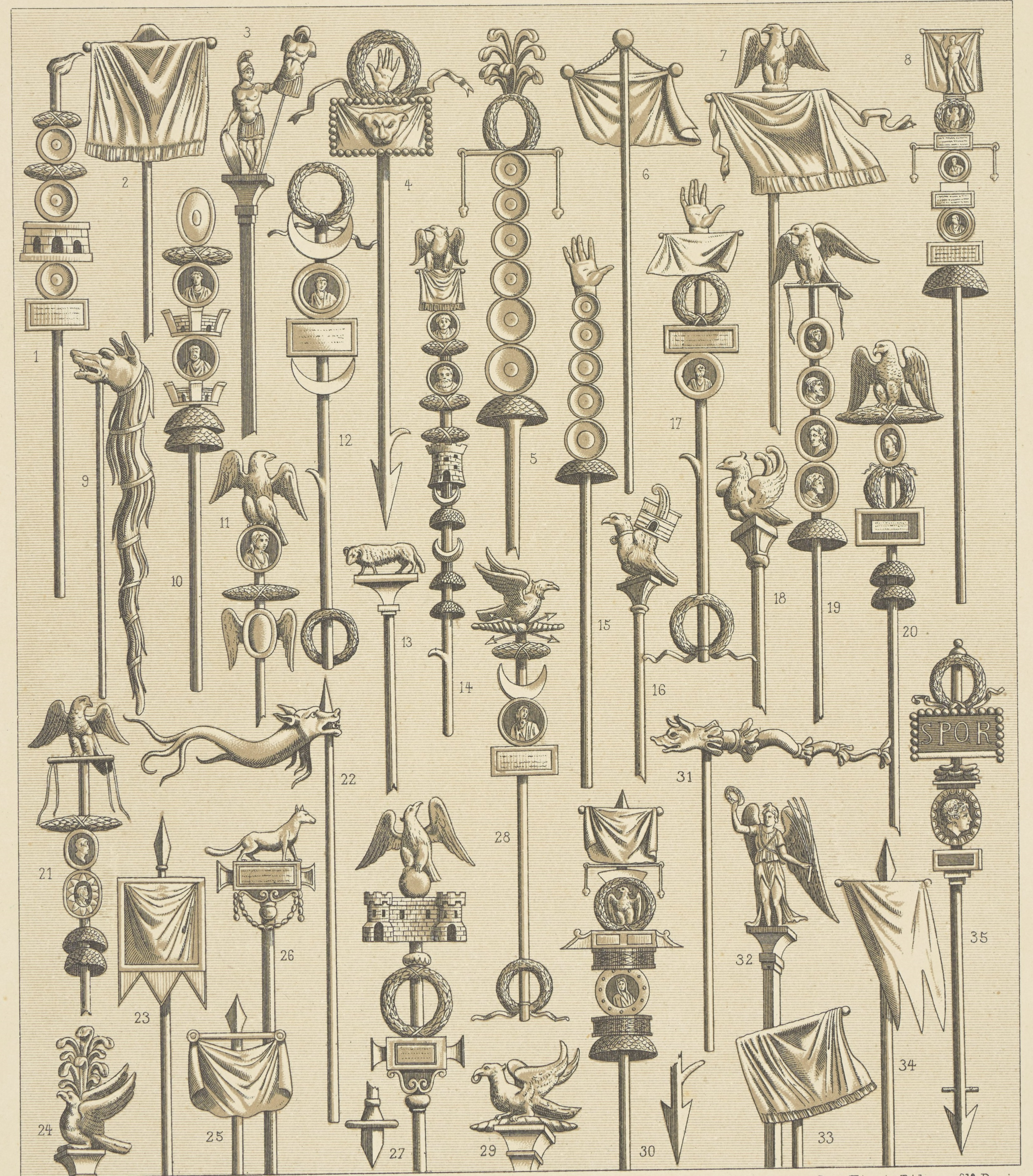
Insygnia legionów rzymskich / [A. Racinet]

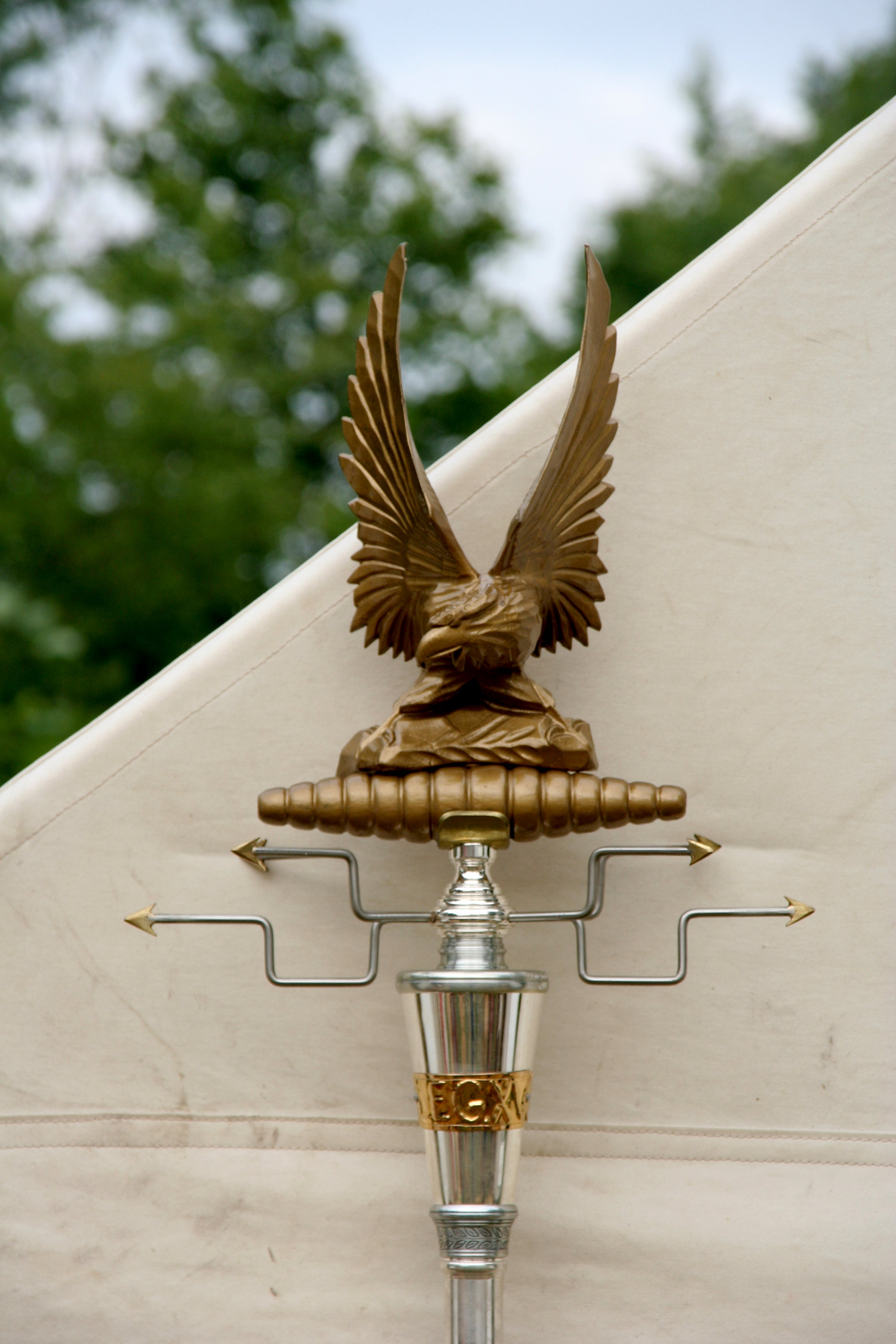
Rekonstrukcja „aquili”

Aquila – insygnium legionów rzymskiej armii w formie orła wykonanego ze srebra lub złota i umieszczonego na drzewcu często zdobionym metalowymi krążkami phalerae, wprowadzone przy okazji reformy armii dokonanej przez Gajusza Mariusza. Noszone w czasie marszu przez aquilifera.
Aquila, jako postać orła, była otaczana czcią religijną, gdyż orzeł był uważany za symbol Jowisza. Z tego też powodu utrata aquili na polu bitwy była największą możliwą hańbą dla oddziału, a żołnierze rzymscy gotowi byli zginąć dla odzyskania znaku.
Aquila była na co dzień przechowywana w pomieszczeniu określanym jako aedes principiorum i znajdowała się pod opieką pierwszego centuriona legionu (primus pilus).